# Kia Carens
Kia Carens je kompaktní MPV, které poprvé představila jihokorejská automobilka Kia v roce 1999. V současnosti známe již 3 generace tohoto vozu, který se prodával i pod jinými názvy – např. Kia Rondo.
Kia prezentovala model Carens na frankfurtském autosalonu v roce 2005 jako vůz s konceptem Multi S -Sporty (sportovní), Spacious (prostorný) a Smart (chytrý).

## První generace (1999-2006)

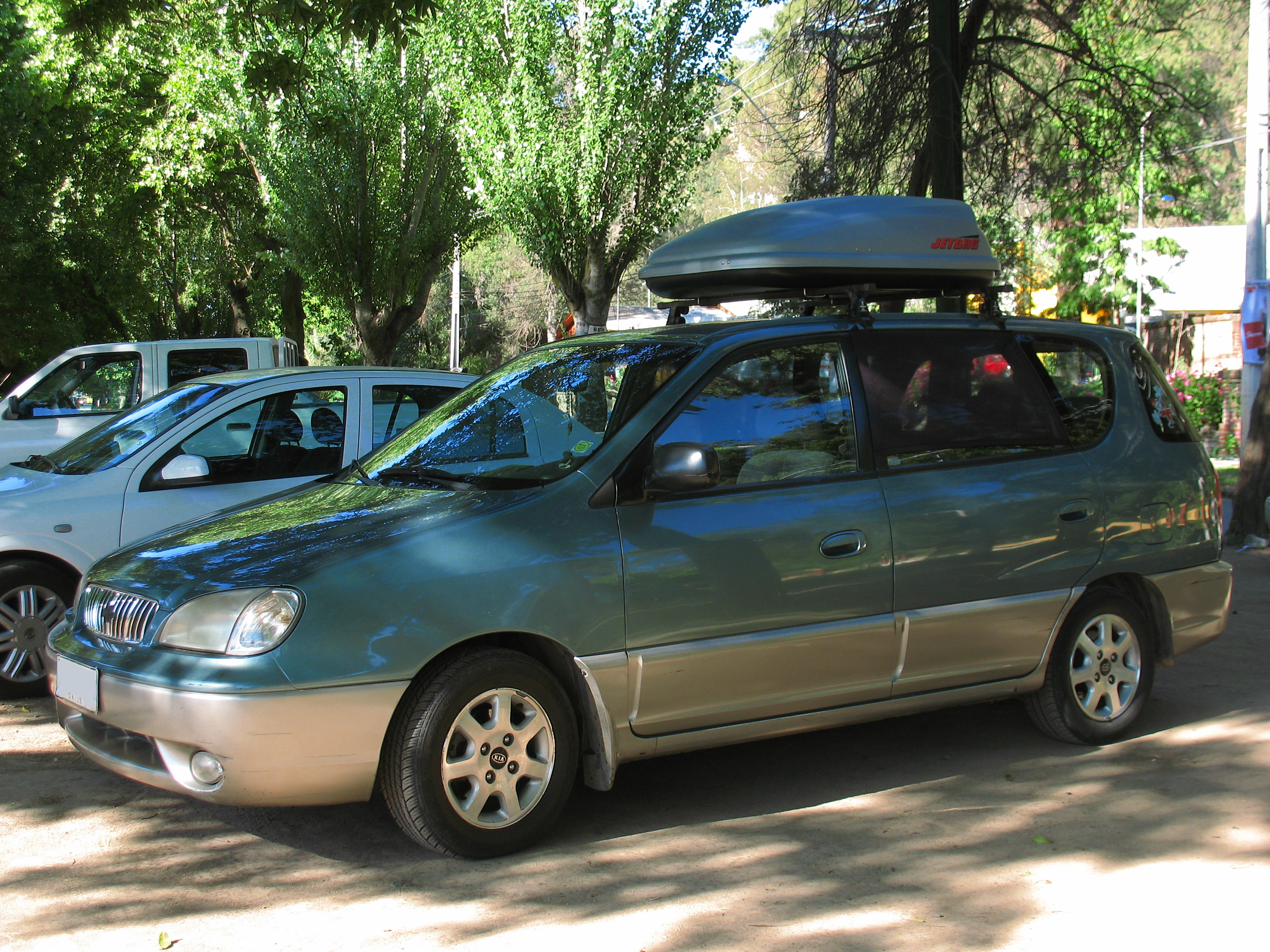
První generace Kia Carens

Kia poprvé představila model Carens roku 1999. prvního faceliftu se model dočkal v roce 2002. první generace se začala vyrábět v Jižní Koreji a po faceliftu se výroba přesunula do Indonésie a Vietnamu.

### Motorizace
- 1.8 L FP
- 2.0 L FS-DE

## Druhá generace (2006-2013)

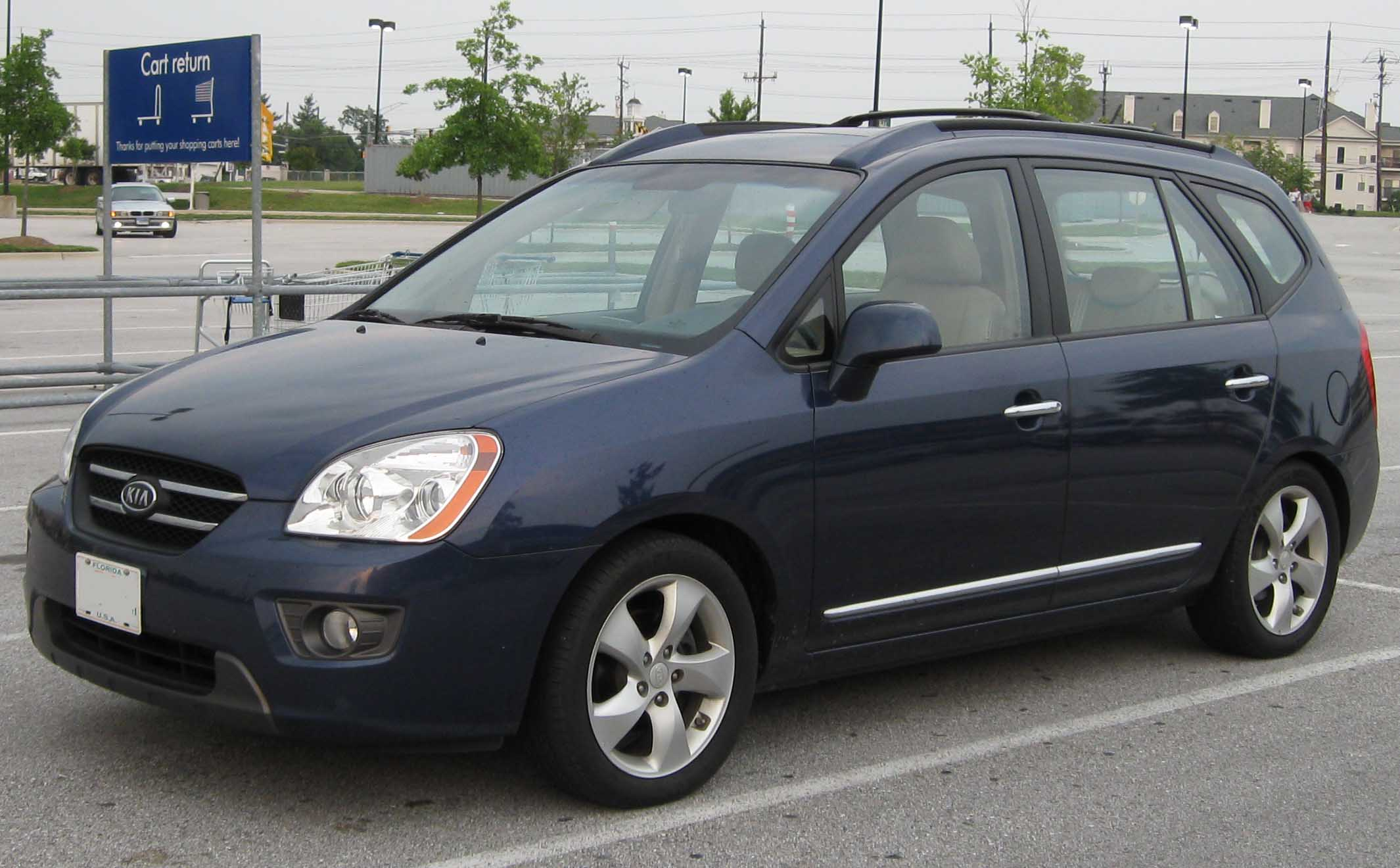
Druhá generace Kia Carens

V roce 2006 se začala v Jižní Koreji, Rusku a Vietnamu vyrábět druhá řada vozu, která byla distruibuována především do Kanady, USA a Austrálie pod názvem Rondo a Rondo7. Rondo se poprvé představilo na autosalónu v Los Angeles.

### Motorizace
- 2.0 L G4KA I4
- 2.0 L D4EA CRDi I4
- 2.4 L G4KC I4
- 2.7 L G6EA V6

## Třetí generace (2013-2019)

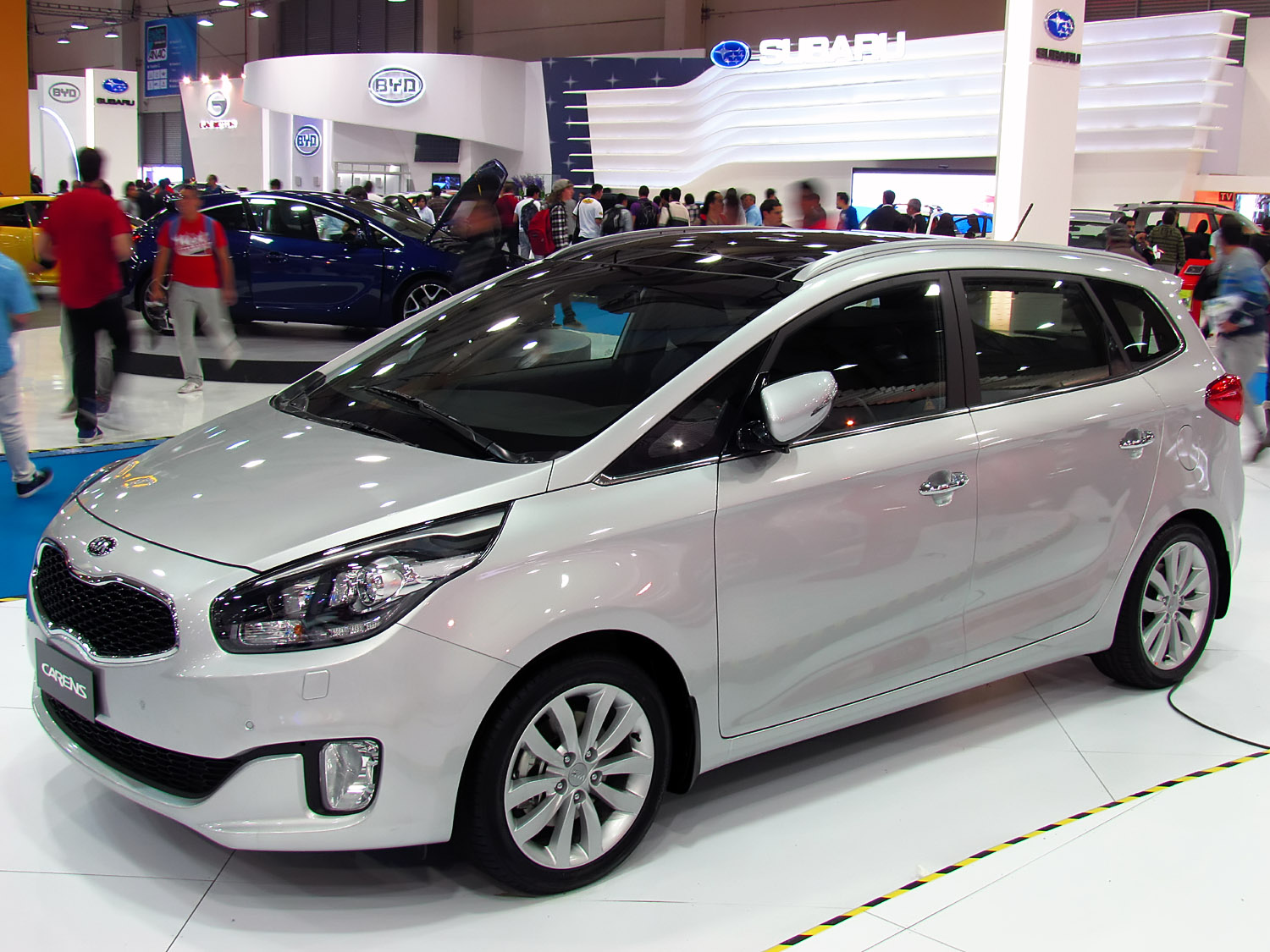
Kia Carens třetí generace

Kia poprvé představila model v roce 2012 na autosalonu v Paříži. Prodej začal v březnu 2013 v Jižní Koreji. V ČR se prodává jako pětimístné nebo sedmimístné rodinné vozidlo.

### Motorizace
- 1.6 GDI 99 kW
- 2.0 GDI 122 kW
- 1.7 CRDi 85 kW
- 1.7 CRDi 100 kW[2]